# Indische Cricket-Nationalmannschaft in Sri Lanka in der Saison 2021
Die Tour der indischen Cricket-Nationalmannschaft nach Sri Lanka in der Saison 2021 fand vom 18. bis zum 29. Juli 2021 statt. Die internationale Cricket-Tour war Bestandteil der Internationalen Cricket-Saison 2021 und umfasste drei ODIs und drei Twenty20. Die ODIs waren Teil der ICC Cricket World Cup Super League 2020–2023. Indien gewann die ODI-Serie mit 2–1, während Sri lanka die Twenty20-Serie 2–1 für sich entscheiden konnte.

## Vorgeschichte
Sri Lanka spielte zuvor eine Tour in England, Indien das Finale der ICC World Test Championship 2019–2021. Das letzte Aufeinandertreffen der beiden Mannschaften bei einer Tour fand in der Saison 2019/20 in Indien statt.
Ursprünglich sollte die Tour am 13. Juli beginnen, jedoch musste diese verschoben werden, weil das sri-lankische Team nach der Rückkehr aus England positive Covid-19-Tests aufzuweisen hatte.

## Stadion
Die folgende Stadion wurden für das Turnier ausgewählt.
| Stadion                    | Stadt   | Kapazität | Spiele                   |
| -------------------------- | ------- | --------- | ------------------------ |
| R. Premadasa Stadium (RPS) | Colombo | 35.000    | 1. – 3. ODI; 1. – 3. T20 |

## Kaderlisten
Indien benannte seine Kader am 10. Juni 2021.
| ODI | ODI | Twenty20 | Twenty20 |
| Sri Lanka | Indien | Sri Lanka | Indien |
| --- | --- | --- | --- |
| - Dasun Shanaka (K) - Dhananjaya de Silva (VK) - Charith Asalanka - Ashen Bandara - Minod Bhanuka (wk) - Dushmantha Chameera - Akila Dananjaya - Asitha Fernando - Avishka Fernando - Binura Fernando - Shiran Fernando - Wanindu Hasaranga - Ishan Jayaratne - Praveen Jayawickrama - Chamika Karunaratne - Lahiru Kumara - Dhananjaya Lakshan - Suminda Lakshan - Ramesh Mendis - Pathum Nissanka - Bhanuka Rajapaksa - Kasun Rajitha - Sadeera Samarawickrama - Lakshan Sandakan - Isuru Udana - Lahiru Udara | - Shikhar Dhawan (K) - Bhuvneshwar Kumar (VK) - Yuzvendra Chahal - Deepak Chahar - Rahul Chahar - Varun Chakravarthy - Ruturaj Gaikwad - Krishnappa Gowtham - Ishan Kishan (wk) - Ravisrinivasan Sai Kishore - Devdutt Padikkal - Manish Pandey - Hardik Pandya - Krunal Pandya - Ishan Porel - Nitish Rana - Navdeep Saini - Chetan Sakariya - Sanju Samson (wk) - Prithvi Shaw - Arshdeep Singh - Simarjeet Singh - Sandeep Warrier - Kuldeep Yadav - Suryakumar Yadav | - Dasun Shanaka (K) - Dhananjaya de Silva (VK) - Charith Asalanka - Ashen Bandara - Minod Bhanuka (wk) - Dushmantha Chameera - Akila Dananjaya - Asitha Fernando - Avishka Fernando - Binura Fernando - Shiran Fernando - Wanindu Hasaranga - Ishan Jayaratne - Praveen Jayawickrama - Chamika Karunaratne - Lahiru Kumara - Dhananjaya Lakshan - Suminda Lakshan - Ramesh Mendis - Pathum Nissanka - Bhanuka Rajapaksa - Kasun Rajitha - Sadeera Samarawickrama - Lakshan Sandakan - Isuru Udana - Lahiru Udara | - Shikhar Dhawan (K) - Bhuvneshwar Kumar (VK) - Yuzvendra Chahal - Deepak Chahar - Rahul Chahar - Varun Chakravarthy - Ruturaj Gaikwad - Krishnappa Gowtham - Ishan Kishan (wk) - Ravisrinivasan Sai Kishore - Devdutt Padikkal - Manish Pandey - Hardik Pandya - Krunal Pandya - Ishan Porel - Nitish Rana - Navdeep Saini - Chetan Sakariya - Sanju Samson (wk) - Prithvi Shaw - Arshdeep Singh - Simarjeet Singh - Sandeep Warrier - Kuldeep Yadav - Suryakumar Yadav |

## One-Day Internationals

### Erstes ODI in Colombo
| 18. Juli Scorecard | Colombo (RPS) | Sri Lanka 262-9 (50)         | – | Indien 263-3 (36.4) |
|                    |               | Indien gewinnt mit 7 Wickets |   |                     |

Sri Lanka gewann den Münzwurf und entschied sich als Schlagmannschaft zu beginnen. Als Spieler des Spiels wurde Prithvi Shaw ausgezeichnet.

### Zweites ODI in Colombo
| 20. Juli Scorecard | Colombo (RPS) | Sri Lanka 275-9 (50)         | – | Indien 277-7 (49.1) |
|                    |               | Indien gewinnt mit 3 Wickets |   |                     |

Sri Lanka gewann den Münzwurf und entschied sich als Schlagmannschaft zu beginnen. Als Spieler des Spiels wurde Deepak Chahar ausgezeichnet.

### Drittes ODI in Colombo
| 23. Juli Scorecard | Colombo (RPS) | Indien 225 (43.1/47)            | – | Sri Lanka 226-7 (39/47) |
|                    |               | Sri Lanka gewinnt mit 3 Wickets |   |                         |

Indien gewann den Münzwurf und entschied sich als Schlagmannschaft zu beginnen. Als Spieler des Spiels wurde Avishka Fernando ausgezeichnet.

## Twenty20 Internationals

### Erstes Twenty20 in Colombo
| 25. Juli Scorecard | Colombo (RPS) | Indien 164-5 (20)          | – | Sri Lanka 126 (18.3) |
|                    |               | Indien gewinnt mit 38 Runs |   |                      |

Sri Lanka gewann den Münzwurf und entschied sich als Schlagmannschaft zu beginnen. Als Spieler des Spiels wurde Bhuvneshwar Kumar ausgezeichnet.

### Zweites Twenty20 in Colombo
| 27. Juli Scorecard | Colombo (RPS) | Indien 132-5 (19.4)             | – | Sri Lanka 133-6 (19.4) |
|                    |               | Sri Lanka gewinnt mit 4 Wickets |   |                        |

Sri Lanka gewann den Münzwurf und entschied sich als Feldmannschaft zu beginnen. Als Spieler des Spiels wurde Dhananjaya de Silva ausgezeichnet.

### Drittes Twenty20 in Colombo
| 29. Juli Scorecard | Colombo (RPS) | Indien 81-8 (20)                | – | Sri Lanka 82-3 (14.3) |
|                    |               | Sri Lanka gewinnt mit 7 Wickets |   |                       |

Indien gewann den Münzwurf und entschied sich als Schlagmannschaft zu beginnen. Als Spieler des Spiels wurde Wanindu Hasaranga ausgezeichnet.

## Auszeichnungen

### Player of the Series
Als Player of the Series wurden der folgende Spieler ausgezeichnet.
| Serie   | Player of the Series |
| ------- | -------------------- |
| ODI     | Suryakumar Yadav     |
| Tweny20 | Wanindu Hasaranga    |

### Player of the Match
Als Player of the Match wurden die folgenden Spieler ausgezeichnet.
| Spiel       | Player of the Match |
| ----------- | ------------------- |
| 1. ODI      | Prithvi Shaw        |
| 2. ODI      | Deepak Chahar       |
| 3. ODI      | Avishka Fernando    |
| 1. Twenty20 | Bhuvneshwar Kumar   |
| 2. Twenty20 | Dhananjaya de Silva |
| 3. Twenty20 | Wanindu Hasaranga   |